# René Pottier
René Pottier (Moret-sur-Loing, 5 giugno 1879 – Levallois-Perret, 25 gennaio 1907) è stato un ciclista su strada e pistard francese.
Professionista dal 1904 al 1906, vinse il Tour de France 1906.

## Carriera

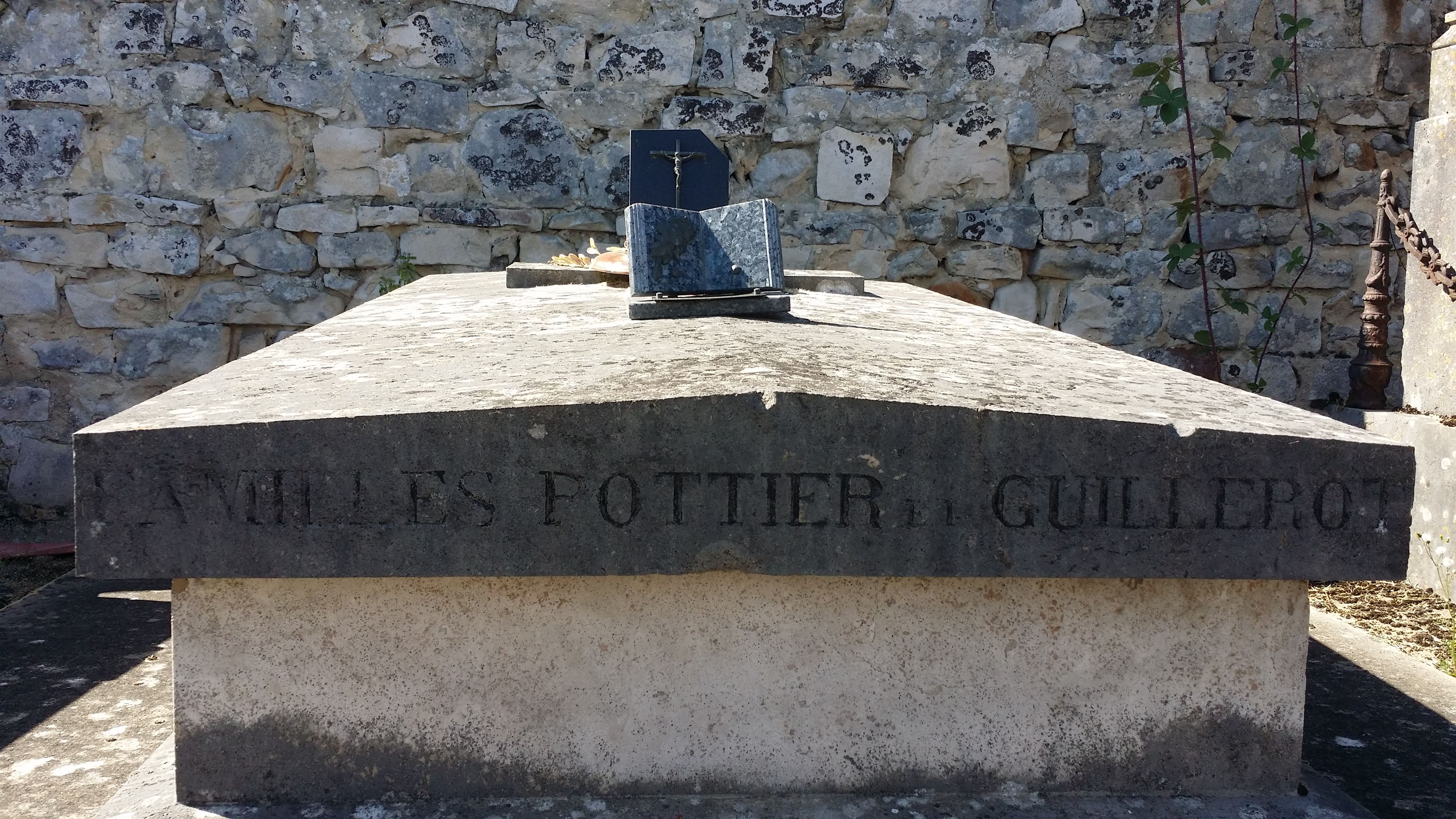
La tomba di famiglia dei Pottier

Passò al professionismo nel 1904 dopo aver vinto come dilettante la Bordeaux-Parigi dello stesso anno. Nel 1905 ottenne i primi risultati importanti, due secondi posti, rispettivamente alla Parigi-Roubaix e alla Bordeaux-Parigi. Nel 1906 vinse 5 frazioni e la classifica finale del Tour de France ed arrivò terzo nella Parigi-Roubaix.
È considerato come il primo scalatore del Tour de France: infatti nell'edizione della Grande Boucle 1905 transitò per primo nella prima salita affrontata dalla corsa, il Ballon d'Alsace, lasciando molto distanziati tutti gli altri ciclisti. Ripreso nella discesa, riuscì comunque a conquistare la vetta della classifica generale. A causa di una tendinite fu costretto al ritiro il giorno successivo.
Nel 1906, in occasione della quarta edizione del Tour de France, il cui percorso era passato dai 2994 Km nel 1905 a 5545 Km, Pottier è al di sopra degli altri corridori e alla partenza da Grenoble aveva riportato la vittoria nelle ultime tre tappe, ogni volta in netto vantaggio sui suoi rivali. Ancora su Nice matin del 19 luglio 2024 si legge dell'arrivo a Digione con 48 minuti di anticipo sul primo inseguitore. Viene inoltre pubblicata la leggenda secondo la quale in tale occasione il campione si era fermato in un bar a bere una bottiglia di vino aspettando i suoi avversati per un'ora per ripartire quando li vide spuntare in lontananza e trionfare, ancora in fuga solitaria, a Nizza.
Sarebbe stato il grande favorito dell'edizione del 1907, ma non vi partecipò poiché morì suicida il 25 gennaio, quando si impiccò per un presunto tradimento della moglie, che sarebbe avvenuto nell'estate precedente, proprio mentre coronava la sua impresa. Venne seppellito nella tomba di famiglia, nell'abitato di Grez-sur-Loing.
Qualche settimana dopo il patron del Tour, Henri Desgrange, fece erigere una stele in sua memoria sulla cima del Ballon d'Alsace.

## Palmarès

### Strada
- 1903 (dilettanti)

Bordeaux-Parigi
- 1904 (individuale, una vittoria)

Parigi-Provins-Parigi
- 1906 (Peugeot, sei vittorie)

2ª tappa Tour de France (Douai > Nancy)
3ª tappa Tour de France (Nancy > Digione)
4ª tappa Tour de France (Digione > Grenoble)
5ª tappa Tour de France (Grenoble > Nizza)
13ª tappa Tour de France (Caen > Parigi)
Classifica generale Tour de France

### Pista
- 1906

Bol d'Or

## Piazzamenti

### Grandi giri
- Tour de France

1905: ritirato (3ª tappa)
1906: vincitore

### Classiche monumento
- Parigi-Roubaix

1905: 2º
1906: 3º